# Păuca
Păuca [ˈpəuka] (siebenbürgisch-sächsisch Ternen, deutsch Törnen, auch Pocken oder Pokendorf, ungarisch Pókafalva) ist eine rumänische Gemeinde. Sie liegt im Kreis Sibiu in der historischen Region Siebenbürgen.

## Geographie

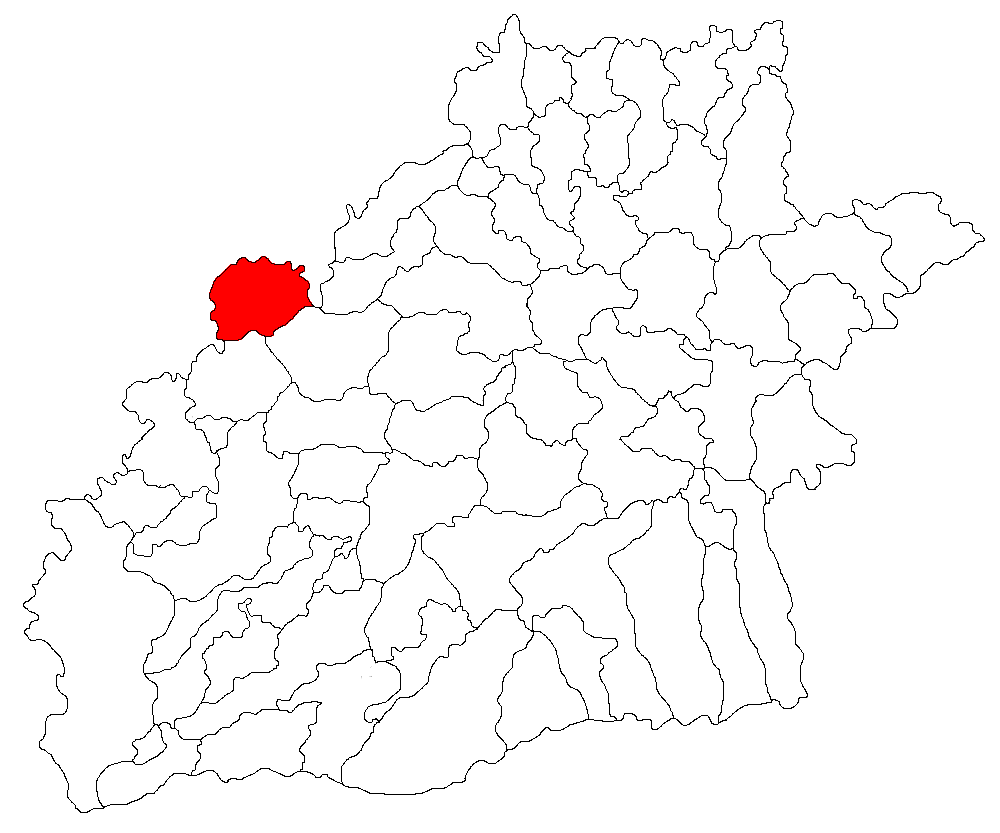
Lage der Gemeinde Păuca im Kreis Sibiu

Der Ort Păuca liegt 57 km von Hermannstadt entfernt, im Nordwesten von Ocna Sibiului (Salzburg).
Die Gemeinde Păuca besteht aus den vier Dörfern Bogatu Român (Reichhof), Broșteni (Kradendorf, Krötendorf), Păuca und Presaca (Kerschdorf).

## Geschichte
Die Gemeinde entstand am 28. Januar 1860, als ein Abkommen zwischen den damals eigenständigen Gemeinden Bogatu Român, Păuca und Presaca unterzeichnet wurde.
Der Ort Păuca selbst wurde bereits im Jahre 1323 erwähnt. Bis 1919 gehörte die Gemeinde wie das gesamte Umland zum ungarischen Komitat Unterweißenburg (Alsó-Fehér vármegye).